# Парадокс производительности
Парадокс производительности — замедление роста производительности в Соединенных Штатах в 1970-х и 1980-х годах, несмотря на стремительное развитие информационных технологий в тот же период. Термин был введен Эриком Бринолфссоном в его статье 1993 года «The Productivity Paradox of IT». Роберт Солоу охарактеризовал парадокс так: «Компьютерный век можно увидеть где угодно, кроме статистики производительности». По этой причине он также иногда называется парадоксом Солоу.
Парадоксу производительности было посвящено множество научных работ, однако сам парадокс исчез с возобновлением роста производительности в развитых странах в 1990-х годах. Тем не менее, вопросы, поднятые этими исследованиями, остаются важными для изучения роста производительности в целом, и вновь приобрели значение, когда рост производительности замедлился во всем мире, начиная с 2000-х годов до настоящего времени. Таким образом, термин «парадокс производительности» также может описывать более общую ситуацию, когда наблюдается разрыв между технологиями и ростом.

## Парадокс производительности 1970-х и 1980-х годов
Парадокс производительности 1970-х и 1980-х годов формулируется как несоответствие между показателями инвестиций в информационные технологии и показателями выпуска на национальном уровне. Бринолфссон установил, что рост производительности замедлился на уровне всей экономики США, а также внутри отдельных секторов, которые активно инвестировали в IT, несмотря на существенные достижения в компьютерных технологиях и увеличивающиеся инвестиции в IT. Похожие тенденции наблюдались в ряде других стран. В то время как вычислительные мощности США увеличились в сто раз в 1970-х и 1980-х годах, рост производительности труда замедлился с более чем 3 % в 1960-х годах до примерно 1 % в 1980-х годах. Этот воспринимаемый парадокс был популяризирован в СМИ аналитиками, такими как Стивен Роуч и позже Пол Страссман.
Часть исследователей отрицали сущестование сколь-нибудь значимого парадокса производительности. Другие, признавая разрыв, рассматривали его скорее как следствие неверных предположений о связи между технологиями и производительностью. Проводились также исторические параллели с паровым двигателем и электричеством, где выгоды от революционных технологий проявлялись медленно на протяжении десятилетий, что объясняется временем, необходимым для их широкого распространения, а также временем, необходимым для адаптации и освоения эффективного использования новой технологии. Как и в случае с предыдущими технологиями, чрезвычайно большое количество начальных передовых инвестиций в IT было непродуктивным и чрезмерно оптимистичным. Отдельные достижения могли быть незаметными на фоне общего замедления роста производительности, который обычно объясняется одним или несколькими из разнообразных факторов, не связанных с IT. Примером могут служить нефтяные шоки, усиление гоударственного регулирования, снижение качества рабочей силы, истощение или замедление инноваций, не связанных с IT, и/или совпадение проблем в отдельных секторах.

### Ошибка измерения
В основе гипотезы об ошибке измерения лежит идея о том, что оценки реального выпуска за этот период переоценивают инфляцию и недооценивают производительность, так как не учитывают улучшение качества IT-товаров и товаров в целом. Статистика США измеряет производительность, сравнивая показатели реального выпуска за разные периоды. Для этого оно делит номинальные показатели выпуска на инфляцию, измеряемую дефлятором ВВП.
Расчеты реального ВВП в США напрямую не учитывают инфляцию, а в 1970-х и 1980-х годах эта инфляция оценивалась на основе наблюдений за изменением общих расходов и количеством потребленных товаров и услуг с течением времени. Такие расчеты корректно отражали инфляцию, если потребляемые товары и услуги оставались относительно неизменными от периода к периоду. Однако если товары и услуги улучшались, изменения в расходах отражали траты на улучшения качества как инфляцию, что переоценивало инфляцию и недооценивало рост производительности. Более поздние расчеты ВВП частично устраняют эту проблему с использованием гедонистических поправок. Эти методы показывают, что истинная цена мэйнфрейм-компьютеров с 1950-х по 1980-е годы могла снижаться более чем на 20 % в год. Эти оценки указывают на масштаб роста производительности, который не был учтен в расчетах выпуска. Проблемы измерений, включая проблемы измерений новых продуктов, продолжают влиять на расчеты выпуска и производительности и по сей день.

### Перераспределение прибыли
Гипотеза основана на том, что фирмы, применяющие новые технологии, забирают прибыль у отстающих. При этом сами инвестиции в такие технологии не ведут к общему росту.

### Гипотеза о непродуктивности информационных технологий
Некоторые экономисты утверждали, что компьютеры менее значимы как источник роста производительности по сравнению с промышленной революцией, электрификацией, развитием инфраструктуры (каналы и водные пути, железные дороги, автомобильные магистрали), массовым производством по Форду и заменой человеческой и животной силы машинами. Высокий рост производительности наблюдался с последних десятилетий XIX века до 1973 года, с пиком в период с 1929 по 1973 год, а затем снизился до уровней начала XIX века. Однако гипотеза о том, что IT были фундаментально непродуктивными, ослабла в начале 1990-х годов, когда общий факторный рост производительности в США ускорился. С 2000 года до последних данных в 2022 году индустрия информационных технологий оказалась одной из тех, которые демонстрировали самый быстрый рост производительности.

### Эффекты изменений долей секторов
Гордон Дж. Бьорк отмечает, что рост производительности в промышленности продолжался, хотя и замедлился по сравнению с предыдущими десятилетиями; однако сокращение затрат в промышленности привело к уменьшению её доли в экономике. Сектора услуг и государственного управления, где рост производительности крайне низок, увеличили свою долю, что снизило общий показатель производительности. Поскольку государственные услуги оцениваются по их стоимости без добавленной стоимости, рост производительности в государственном секторе практически равен нулю в силу метода её измерения. Бьорк также указывает, что промышленность использует больше капитала на единицу выпуска, чем государственный сектор или сектор услуг.

### Гипотеза о задержках из-за обучения и адаптации
Гипотеза «задержек из-за обучения и адаптации» объясняет парадокс производительности как идею о том, что рост выпуска и производительности от инвестиций в IT проявляется значительно позже самих инвестиций, поэтому наблюдения за выпуском и производительностью в 1970-х и 1980-х годах не фиксируют этих улучшений. Опросы руководителей и эмпирические оценки показали, что для того, чтобы инвестиции в IT оказали влияние на организации, может потребоваться от двух до пяти лет. Задержки в получении выгод от IT также могут замедлить сами инвестиции в IT, так как краткосрочные затраты могут оказаться больше выгод. Инвестиции в IT могут также требовать дополнительных капитальных вложений для достижения полной продуктивности. Поскольку эти вложения являются затратными, но не приносят ощутимой выгоды немедленно, они могут приводить к поялению J-образной кривой производительности.

## Конец парадокса производительности 1970-х — 1980-х годов
К концу 1990-х годов появились признаки того, что производительность на рабочих местах улучшилась благодаря внедрению информационных технологий (IT), особенно в США. В частности, Эрик Бринолфссон и его коллеги обнаружили значительную положительную связь между инвестициями в IT и производительностью, по крайней мере, когда эти инвестиции были направлены на дополнение организационных изменений. Значительная доля роста производительности вне самой отрасли IT-оборудования была отмечена в розничной торговле, оптовой торговле и финансовой сфере.
Рост производительности, связанный с IT в 1990-х годах, возможно, разрешил изначальный парадокс в пользу объяснения задержки в выгодах от инвестиций в IT.

## Замедление роста производительности с 2000-х по 2020-е годы
В период с 2000-х по 2020-е годы наблюдалось еще одно замедление роста производительности в Соединенных Штатах и развитых странах; иногда это новое замедление называют замедлением роста производительности, загадкой производительности или парадоксом производительности 2.0. Замедление роста производительности с 2000-х по 2020-е годы определяется более низким ростом производительности в развитых странах, особенно в США, в этот период по сравнению с периодом между 1940-ми и 1970-ми годами, а также с периодом между 1994 и 2004 годами.
Иногда это замедление роста производительности анализируется в контексте развития технологий искусственного интеллекта (AI) и других современных достижений в области IT, аналогично парадоксу производительности 1970-х и 1980-х годов. Кроме того, многие гипотезы, объясняющие парадокс производительности 1970-х и 1980-х годов, остаются актуальными для обсуждения современного парадокса производительности.